# Combiné nordique aux Jeux olympiques de 2018
Pour des articles plus généraux, voir Combiné nordique aux Jeux olympiques et Jeux olympiques d'hiver de 2018.
Navigation
Sotchi 2014 Pékin 2022
Les épreuves de combiné nordique aux Jeux olympiques d'hiver de 2018 se tiennent du 12 février 2018 au 20 février 2018 au Centre de saut à ski d'Alpensia et au Centre de ski de fond d'Alpensia.
Le combiné nordique fait partie du programme olympique depuis les premiers Jeux olympiques d’hiver qui ont eu lieu à Chamonix en France en 1924. L’épreuve par équipe a été ajoutée aux Jeux olympiques de 1988 à Calgary. Cette discipline est la seule de ces Jeux olympiques qui est exclusivement masculine.

## Organisation

### Sites

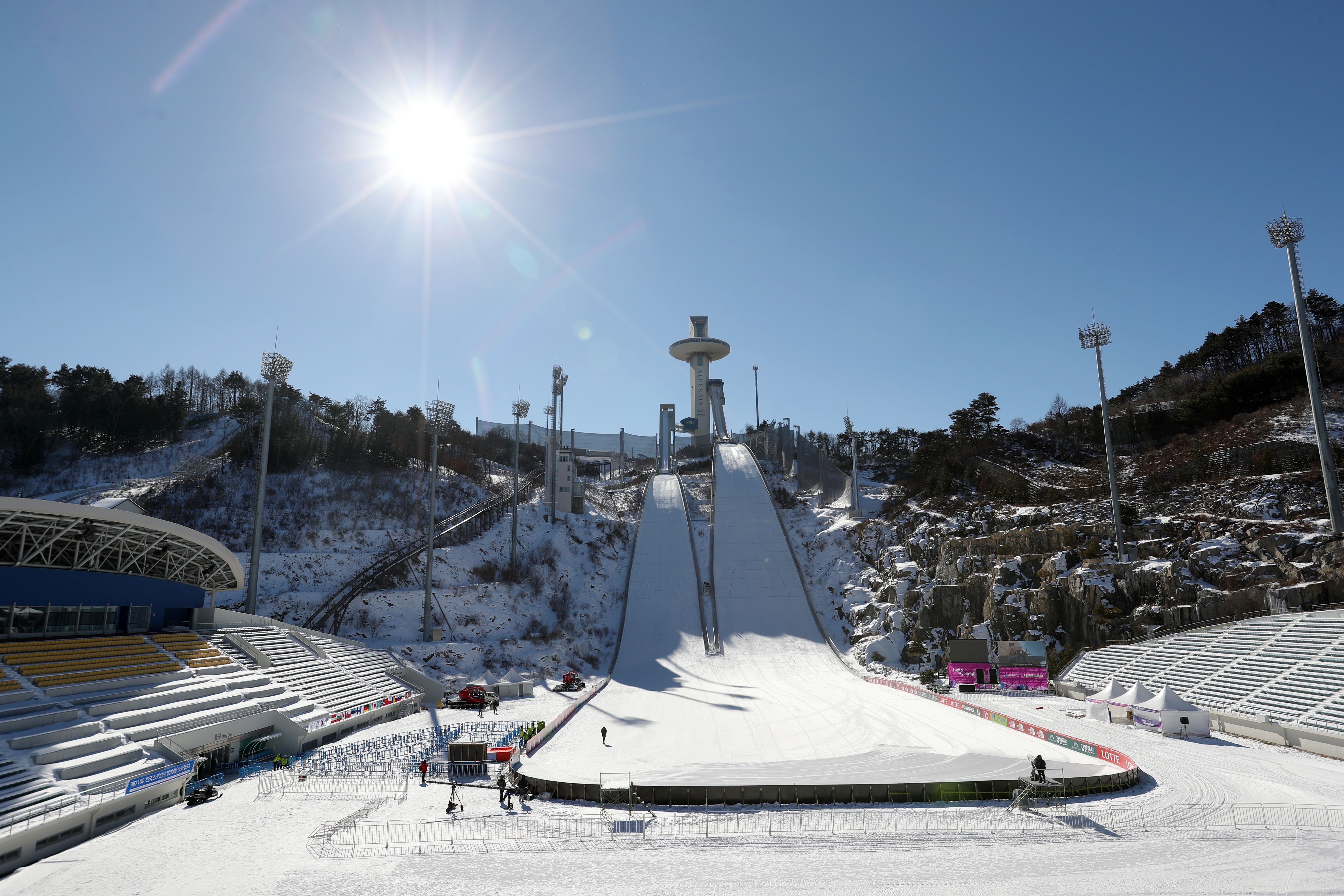
Les deux tremplins vu depuis l'aire d'arrivée

La construction du tremplin a débuté en 2008 et celui-ci a été inauguré en 2009,. Le complexe compte cinq tremplins : K125, K98, K60, K35 et K15. Le tremplin a coûté une cinquantaine de millions d'euros. À l'origine, la capacité était de 13 500 places (11 000 places assises et 2 000 places debout). Cependant, en raison des faibles affluences lors de compétitions, la capacité du tremplin est réduite à 8 500 places (6 300 places assises et 2 200 places debout).
Le tremplin a été inauguré en 2009 avec l'organisation de deux manches coupe continentale de saut à ski 2009-2010 (en). Lors des Jeux olympiques, le tremplin accueille les concours de saut à ski, le combiné nordique ainsi que la compétition de big air.
Le Gangwon Football Club joue depuis 2016 certains de ses matchs de football sur l'aire de réception du tremplin. Les tribunes du tremplin permettent en effet d'accueillir les supporters.

### Calendrier
| Heure | Horaire local de l'épreuve (UTC +9) Heure de Paris (UTC +1) |

| Épreuves ou évènements               | Épreuves ou évènements               | Journées de compétition | Journées de compétition | Journées de compétition | Journées de compétition | Journées de compétition | Journées de compétition | Journées de compétition | Journées de compétition | Journées de compétition | Journées de compétition | Journées de compétition | Journées de compétition | Journées de compétition | Journées de compétition | Journées de compétition | Journées de compétition | Journées de compétition | Journées de compétition |
| Épreuves ou évènements               | Épreuves ou évènements               | J                       | V                       | S                       | D                       | L                       | M                       | M                       | J                       | V                       | S                       | D                       | L                       | M                       | M                       | J                       | V                       | S                       | D                       |
| Épreuves ou évènements               | Épreuves ou évènements               | 8                       | 9                       | 10                      | 11                      | 12                      | 13                      | 14                      | 15                      | 16                      | 17                      | 18                      | 19                      | 20                      | 21                      | 22                      | 23                      | 24                      | 25                      |
| Épreuves ou évènements               | Épreuves ou évènements               | Février 2018            |                         |                         |                         |                         |                         |                         |                         |                         |                         |                         |                         |                         |                         |                         |                         |                         |                         |
| Cérémonies d'ouverture et de clôture | Cérémonies d'ouverture et de clôture |                         | •                       |                         |                         |                         |                         |                         |                         |                         |                         |                         |                         |                         |                         |                         |                         |                         | •                       |
|                                      |                                      |                         |                         |                         |                         |                         |                         |                         |                         |                         |                         |                         |                         |                         |                         |                         |                         |                         |                         |
| Hommes                               |                                      |                         |                         |                         |                         |                         |                         |                         |                         |                         |                         |                         |                         |                         |                         |                         |                         |                         |                         |
| Individuel Tremplin Normal           |                                      |                         |                         |                         |                         |                         | 15:00 07:00             |                         |                         |                         |                         |                         |                         |                         |                         |                         |                         |                         |                         |
| Individuel Grand Tremplin            |                                      |                         |                         |                         |                         |                         |                         |                         |                         |                         |                         |                         | 19:00 11:00             |                         |                         |                         |                         |                         |                         |
| Par équipe Grand Tremplin            |                                      |                         |                         |                         |                         |                         |                         |                         |                         |                         |                         |                         |                         |                         | 16:30 08:30             |                         |                         |                         |                         |
|                                      |                                      |                         |                         |                         |                         |                         |                         |                         |                         |                         |                         |                         |                         |                         |                         |                         |                         |                         |                         |

## Format des épreuves
Le format des épreuves est inchangé par rapport aux derniers Jeux olympiques d'hiver de Sotchi. Il y a donc trois courses exclusivement masculines.

### Individuel au tremplin normal
Les athlètes exécutent premièrement un saut sur le tremplin normal (K 98) suivi d’une course de ski de fond de 10 km qui consiste à parcourir quatre boucles de 2,5 km. À la suite du saut, des points sont attribués pour la longueur et le style. Le départ de la course de ski de fond s'effectue selon la méthode Gundersen (1 point = 4 secondes), le coureur occupant la première place du classement de saut s’élance en premier, et les autres s’élancent ensuite dans l’ordre fixé. Le premier skieur à franchir la ligne d’arrivée remporte l’épreuve.

### Individuel au grand tremplin
Les athlètes exécutent premièrement un saut sur le grand tremplin (K 125) suivi d’une course de ski de fond de 10 km selon les mêmes modalités que l'épreuve sur le tremplin normal.

### Par équipe
Chaque équipe comprend quatre coureurs qui effectuent individuellement un saut sur le grand tremplin. On additionne ensuite les résultats de chaque membre de l’équipe. L’équipe qui obtient le pointage total le plus élevé sera la première équipe à partir dans la partie du ski de fond qui consiste en un relais 4 × 5 km. Comme aux épreuves individuelles, on détermine les temps de départ dans un ordre fixés selon le tableau de Gundersen. L’équipe dont le premier skieur franchit la ligne d’arrivée remporte l’épreuve.

## Avant l'épreuve olympique

### Qualifications des athlètes
Un total de 55 places sont disponibles pour les athlètes participants aux Jeux. Les 50 premières places sont attribuées aux pays selon une liste basée sur le classement de la Coupe du monde puis les classements de la Coupe continentale entre le 1er juillet 2016 et le 21 janvier 2018 (seuls les 5 premiers de chaque pays comptent). Dans l'hypothèse où il y aurait moins de 10 pays ayant moins de quatre qualifiés (condition nécessaire pour disposer d'une quota dans la course de relais), cinq quotas sont prévus pour les pays n'ayant que 3 qualifiés afin qu'ils puissent s'engager dans la course par équipe.
Un maximum de cinq athlètes peut être saisi par un comité national olympique. Les concurrents sont admissibles s'ils ont marqué des points lors d'une épreuve mondiale ou continentale au cours de la période de qualification (de juillet 2016 au 21 janvier 2018).
Les dix pays ayant au moins quatre places de qualification ont eu l'occasion de participer à la compétition par équipe. Les pays qui comptent cinq athlètes ne peuvent en sélectionner que quatre lors des courses individuelles.

### Sélections

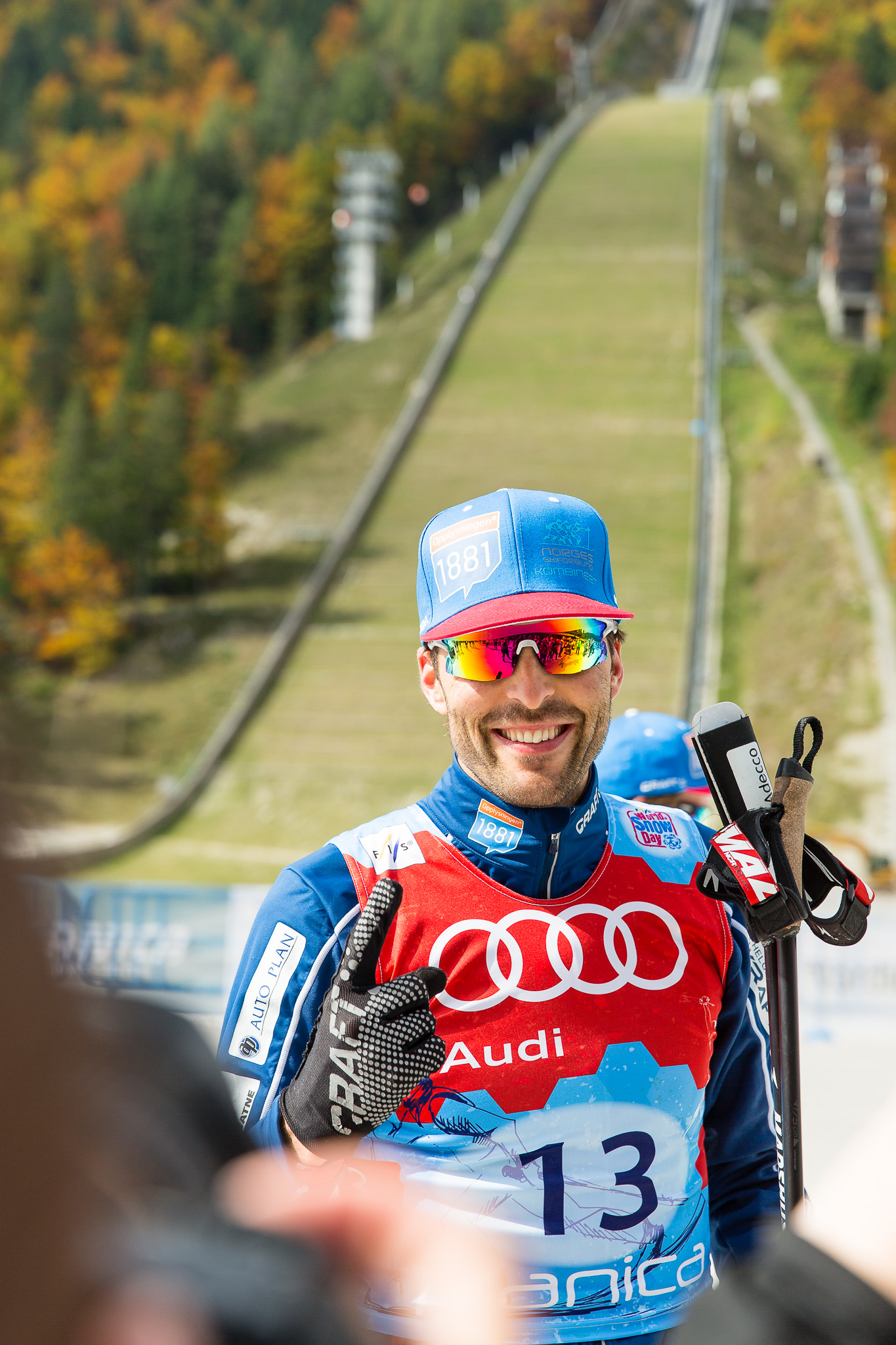
Magnus Moan ne participe pas à ses quatrième Jeux olympiques.

Bryan Fletcher remporte les sélections olympiques américaines devant Adam Loomis et Ben Loomis et il assure sa qualification pour ses deuxièmes Jeux olympiques.
Les Finlandais sélectionnent Ilkka Herola et Eero Hirvonen. Yle voit en lui un « athlète potentiellement médaillable ».
En l'absence de Samuel Costa, forfait en raison d'une opération à un genou, l'Italie compte sur Alessandro Pittin pour ramener une médaille. L'équipe est également composée de Lukas Runggaldier, en manque de résultat et de deux jeunes athlètes : Raffaele Buzzi et Aaron Kostner. Les Tchèques annoncent quatre athlètes : Miroslav Dvorak, Tomas Portyk, Ondřej Pažout et Lukáš Daněk.
Les Norvégiens annoncent quatre athlètes dès le 15 janvier 2018 : Jan Schmid, leader de la coupe du monde , Espen Andersen, Jarl Magnus Riiber et le champion olympique en titre, Jørgen Graabak,,. La cinquième place se joue entre Magnus Krog, Mikko Kokslien, Espen Bjørnstad et Magnus Moan qui est le favori,. Cependant, celui-ci est malade pour la compétition de coupe du monde de Chaux-Neuve et Seefeld in Tyrol. Il est malgré tout sélectionné par l'encadrement norvégien mais il ne souhaite pas être remplaçant et il décide de renoncer à la compétition,,. Magnus Krog le remplace.
| Nation             | Nombre | Athlètes sélectionnés                                                                       |
| ------------------ | ------ | ------------------------------------------------------------------------------------------- |
| Allemagne          | 5      | Eric Frenzel, Vinzenz Geiger, Björn Kircheisen, Fabian Riessle et Johannes Rydzek           |
| Estonie            | 2      | Kristjan Ilves et Karl-August Tiirmaa                                                       |
| Finlande           | 5      | Ilkka Herola, Leevi Mutru, Hannu Manninen, Arttu Mäkiaho et Eero Hirvonen                   |
| France             | 5      | François Braud, Laurent Muhlethaler, Antoine Gérard, Maxime Laheurte et Jason Lamy-Chappuis |
| Italie             | 4      | Aaron Kostner, Raffaele Buzzi, Alessandro Pittin et Lukas Runggaldier                       |
| Japon              | 5      | Go Yamamoto, Takehiro Watanabe, Hideaki Nagai, Akito Watabe et Yoshito Watabe               |
| Norvège            | 5      | Jørgen Graabak, Espen Andersen, Jarl Magnus Riiber, Magnus Krog et Jan Schmid               |
| Autriche           | 5      | Franz-Josef Rehrl, Wilhelm Denifl, Bernhard Gruber, Lukas Klapfer et Mario Seidl            |
| Pologne            | 4      | Adam Cieślar, Szczepan Kupczak, Pawel Slowiok et Wojciech Marusarz                          |
| Russie             | 1      | Ernest Yahin                                                                                |
| Suisse             | 1      | Tim Hug                                                                                     |
| Slovénie           | 2      | Marjan Jelenko et Vid Vrhovnik                                                              |
| République tchèque | 4      | Lukáš Daněk, Miroslav Dvořák, Tomáš Portyk et Ondrej Pazout                                 |
| Ukraine            | 1      | Viktor Pasichnyk                                                                            |
| Corée du Sud       | 1      | Park Je-un                                                                                  |
| États-Unis         | 5      | Ben Loomis, Bryan Fletcher, Taylor Fletcher, Jasper Good et Ben Berend                      |
| Total              | 55     |                                                                                             |

### Favoris
Les favoris des courses individuelles sont le Japonais Akito Watabe, leader de la coupe du monde, les Norvégiens Jan Schmid et Jørgen Graabak ainsi que les Allemands, Eric Frenzel et Johannes Rydzek. Roman Knoblauch (de), commentateur pour Eurosport, pense que les Allemands seront très difficile à battre.
Les Autrichiens et les Français visent une médaille dans l'épreuve par équipes,.

## Podiums
| Épreuve                             | Or                                                                                 | Or            | Argent                                                                            | Argent        | Bronze                                                                          | Bronze        |
| ----------------------------------- | ---------------------------------------------------------------------------------- | ------------- | --------------------------------------------------------------------------------- | ------------- | ------------------------------------------------------------------------------- | ------------- |
| Tremplin normal résultats détaillés | Eric Frenzel (GER)                                                                 | 24 min 51 s 4 | Akito Watabe (JPN)                                                                | 24 min 56 s 2 | Lukas Klapfer (AUT)                                                             | 25 min 9 s 5  |
| Grand tremplin résultats détaillés  | Johannes Rydzek (GER)                                                              | 23 min 52 s 5 | Fabian Riessle (GER)                                                              | 24 min 52 s 9 | Eric Frenzel (GER)                                                              | 24 min 53 s 3 |
| Par équipes résultats détaillés     | Allemagne (GER) - Vinzenz Geiger - Fabian Riessle - Eric Frenzel - Johannes Rydzek | 46 min 9 s 8  | Norvège (NOR) - Jan Schmid - Espen Andersen - Jarl Magnus Riiber - Jørgen Graabak | 47 min 2 s 5  | Autriche (AUT) - Wilhelm Denifl - Lukas Klapfer - Bernhard Gruber - Mario Seidl | 47 min 17 s 6 |

## Tableau des médailles
| Rang  | Nation    | Or | Argent | Bronze | Total |
| ----- | --------- | -- | ------ | ------ | ----- |
| 1     | Allemagne | 3  | 1      | 1      | 5     |
| 2     | Japon     | 0  | 1      | 0      | 1     |
| 2     | Norvège   | 0  | 1      | 0      | 1     |
| 4     | Autriche  | 0  | 0      | 2      | 2     |
| Total | Total     | 3  | 3      | 3      | 9     |